# 臼井十郎
臼井 十郎（うすい じゅうろう、生没年不詳）は、鎌倉時代の武将。上総介広常の甥。諱は不祥。

## 人物
建暦3年（1213年）2月16日、泉親衡の乱に加わった。印旛郡臼井（佐倉市臼井）の地を領したと考えられる。
出自に関しては不明なことが多く、上総介広常の弟とされる臼井親常（十郎）の子であると思われるが、親常は弟ではなく甥であり、親常こそが謀反に加担した甥の十郎であるとも考えられる。また、上総介広常の妹の子と考えられる臼井常俊（十郎）に比定する説もある。